# 北条長順
北条 長順（ほうじょう ちょうじゅん、? - 永禄12年12月6日（1570年1月12日））は、戦国時代から安土桃山時代にかけての武将。覚胤の名も残る。北条幻庵の三男で後北条氏の家臣。公名を箱根少将。

## 生涯
箱根権現に入寺しており、箱根権現社別当職を継承することを予定されていたとされる。
永禄12年（1569年）、武田氏による駿河侵攻からの北条氏との敵対により、三増峠の戦い後の第三次駿河侵攻の際に武田勝頼の攻撃を受け、駿河蒲原城（静岡県）に篭城するが落城、兄である氏信（北条綱重）と共に討死した。
法名は融深（妙覚院融深殿）。法名は他に長順・覚胤と伝えられている融深の「融」字は宗哲から別当職を継承した融山の一字を承けたものであり、「長」「覚」の字も、父の関係者に多く見られるものであるから、法系ごとに数種の法名を有していたと考えられている。